# Йохан Адам I фон Абеншперг-Траун
Йохан Адам I фон Абеншперг-Траун (на немски: Graf Johann Adam I von Abensperg und Traun; * 30 април 1705, Виена; † 13 декември 1786, Виена) от стария австрийски род Траун, е граф на Абеншперг-Траун.

## Произход
Той е син на имперски граф Ото Ернст Еренрайх I фон Абеншперг-Траун (1644 – 1715), ландмаршал в Долна Австрия, и третата му съпруга графиня Мария Елизабет фон Ленгхайм (1666 – 1719), вдовица на граф Хелмхард Кристоф Унгнад фон Вайсенволф (1634 – 1702), дъщеря на граф Йохан Андреас 'Младия' фон Ленгхайм и фрайин Мария Анна Хелена Машвандер фон и цу Шванау. Полубратя е на Франц Антон фон Абеншперг-Траун (1674 – 1745), генерал Ото Фердинанд фон Абеншперг-Траун (1677 – 1748), Кристоф Юлиус фон Абеншперг-Траун (1679 – 1704) и Ото фон Абеншперг-Траун (1699/1700 – 1731).
Йохан Адам I фон Абеншперг-Траун основава линия, която и днес процъфтява.

## Фамилия
Йохан Адам I се жени на 6 октомври 1727 г. в Ернстбрун за графиня Мария Аполония фон Зинцендорф (* 17 ноември 1711; † 20 февруари 1771, Виена), дъщеря на граф Зигизмунд Рудолф фон Зинцендорф (1670 – 1747) и графиня Йохана Катарина фон Нозтиц-Ринек († 1735). Те имат децата:
- Йохан Зигмунд Рудолф фон Абеншперг-Траун (* 24 декември 1728, Виена; † 25 март 1791, Виена), женен I. на 30 април 1758 г. за графиня Мари Цецилия фон Куефщайн (* 30 април 1736; † 2 август 1762), имат син; II. на 5 април 1763 г. във Виена за графиня Кристина Йозефа Бройнер цу Ашпарн (* 13 декември 1736, Виена; † 1 април 1801, Виена)
- Йохан Ото VIII фон Абеншперг-Траун (* 19 април 1730; † 8 януари 1795, Ст. Пьолтен), женен на 30 януари 1780 г. във Виена за графиня Мария Анна фон Куефщайн (* 1753; † 22 април 1802)
- Мари Кристина фон Абеншперг-Траун (* 9 януари 1734; † 3 февруари 1793), омъжена 1766 г. за братовчед си граф Карл Емануел фон Абеншперг-Траун (1738 – 1806), син на нейния чичо Франц Йозеф Готхард фон Абеншперг-Траун (1707 – 1744) и Кахалин Габриела Ердьоди де Монерокерек ет Моносзло (1718 – 1744)